# Сум (плем'я)
Сум (д.-рус. сумь, від Suomi, фінської назви Фінляндії) — давнє балтійсько-фінське плем'я, що заселяло на початку І тисячоліття н. е. південний  захід сучасної Фінляндії. В XII столітті, на відміну від ямі, що платила данину Новгородській республіці, залишалося незалежним і навіть нападало на землі шведів. У XIII столітті було підкорене шведами і надалі разом із ям'ю та іншими племенами стало основою для фінського народу.